# Santisteban
Santisteban es una aldea del municipio de Ampuero (Cantabria, España). En el año 2017 contaba con una población de 1 habitantes(INE). Esta localidad está situada a 350 metros de altitud sobre el nivel del mar, y a 3 kilómetros de la capital municipal, Ampuero.La única casa que queda en pie hoy en día es la Casa Mayor de San Julián que funciona como ayuntamiento y consultorio médico.Hoy en día está transformada en una vivienda.
- Datos: Q6121317